# Pierre-François Hugues d'Hancarville
Pierre-Francois Hugues d'Hancarville, noto anche come il Barone d'Hancarville (Nancy, 1719 – Padova, 1805), è stato uno scrittore, storico dell'arte e avventuriero francese.
Isabella Teotochi Albrizzi scrisse di lui: « Quegli avidi sguardi voraci e quelle narici aperte, e quelle labbra che si toccano appena, indizio dell'interna smania di veder tutto, di conoscer tutto; e di aver tutto veduto, tutto conosciuto, ci persuade con le dottissime opere sue, col suo fecondo ed immaginoso parlare ».

## Biografia

### Giovinezza
Pierre-Francois Hugues nacque in Francia, a Nancy, nel 1719. Suo padre era un mercante di stoffe in bancarotta. I suoi natali non erano nobili e il titolo di 'Barone d'Hancarville' fu aggiunto dallo lo stesso Pierre-François in età ormai adulta. Fin da ragazzo si dedicò con lena allo studio delle lingue antiche e moderne, allo studio della matematica, della storia e delle scienze. Tale bagaglio di conoscenze era, a suo parere, essenziale per ottenere il tanto desiderato riscatto sociale. A tal fine, decise di intraprendere la carriera militare, l'unica (assieme a quella ecclesiastica) a garantire un'ascesa sociale nell'ambito dell'ancien régime. Fu così che divenne capitano presso il principe Ludwig di Mecklenburg. Durante la sua permanenza in Germania, Hancarville fu supportato anche dal mecenatismo di alcune delle famiglie regnanti. Fu proprio in questi anni, e a Berlino, che conobbe il celebre filosofo e letterato Gotthold Ephraim Lessing.
Mercante d'arte dilettante, fu lo stesso d'Hancarville a presentare sir William Hamilton (1730-1803), ambasciatore britannico a Napoli, alla famiglia Porcinari, la cui collezione di antichità fu acquistata dallo stesso Hamilton e poi venduta, nel 1772, al British Museum a Londra.

Grazie al contributo finanziario di Hamilton, d'Hancarville curò la celebre pubblicazione Collection of Etruscan, Greek and Roman, antiquities from the cabinet of the Hon. W. Hamilton, his Britannick Maiesty's envoy extraordinary at the Court of Naples. Antiquités Etrusques, greques et romaines tirées du Cabinet de M. Hamilton. 

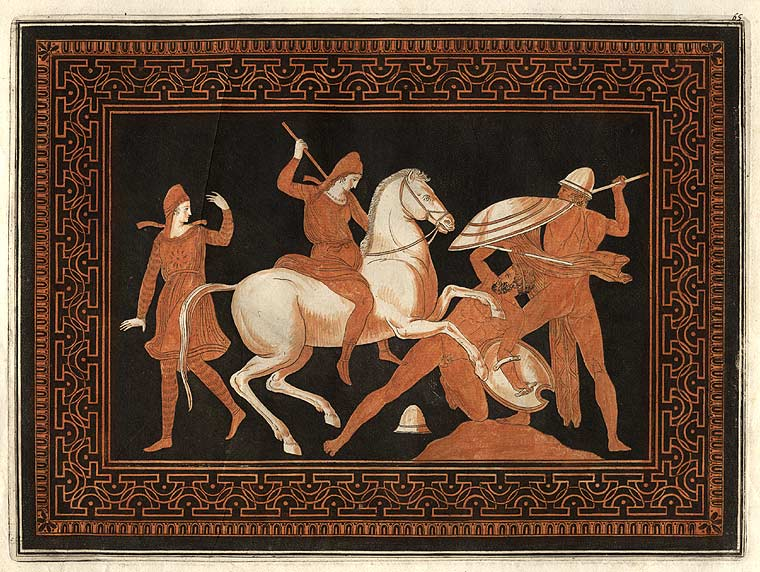
Illustrazione tratta da Collection of Etruscan, Greek and Roman, antiquities from the cabinet of the Hon. W. Hamilton, a cura del Barone d'Hancarville.

 Le "antichità" descritte e illustrate in quest'opera (composta da più volumi) sono per la quasi totalità antichi vasi greci, provenienti da Ercolano, Pompei e da altre parti dell'Italia meridionale e della Grecia. Nelle intenzioni di Hamilton e d'Hancarville, le illustrazioni dettagliatissime di questi volumi dovevano fungere da modello per gli artisti e i "designer" dell'epoca. Inoltre, il numero considerevole di vasi illustrati doveva fornire un aiuto nella comprensione dello sviluppo degli stili nell'arte antica. Tale dichiarazione di intenti era espressa a chiare lettere nel primo volume pubblicato (p. 168).
Oltre a trattare la tecnica e l'aspetto formale della pittura vascolare antica, in questi volumi, d'Hancarville esprime anche delle idee innovative riguardo alla differenza tra arte come simbolo e arte come rappresentazione. Tali idee verranno sviluppate dallo stesso d'Hancarville nella sua pubblicazione Recherches sur l'origine, l'esprit et les progrès des arts de la Grece, composta da 3 volumi e pubblicata a Londra nel 1785.
I quattro volumi della Collection of Etruscan, Greek and Roman, antiquities, stampati da Francesco Morelli e corredati di numerose illustrazioni (molte delle quali erano dipinte a mano), sono ad oggi considerati tra i libri più belli di tutto il Settecento. Le illustrazioni presenti nel volume ispirarono le decorazioni delle celebri ceramiche di Josiah Wedgwood (1730–1795)  e di altri ceramisti, e alimentarono il gusto neoclassico per il disegno lineare, adoperato da John Flaxman (1755–1826) e da altri.
D'Hancarville fu anche l'autore di due volumi pornografici, che pubblicò sotto falso nome:
- Monumen[t]s de la vie privée des XII Césars d'apres une suite de pierres et médailles gravées sous leur règne, Caprées: Sabellus, 1780.
- Monumen[t]s du culte secret des dames romaines, Caprées: Sabellus, 1784.

Questi furono ampiamente ed illegalmente copiati da vari editori già quando d'Hancarville era ancora in vita.
Nel 1769, d'Hancarville, oberato dai debiti, fu costretto a fuggire da Napoli e, nel 1805, morì a Padova per essere sepolto nella chiesa di San Nicolò.